# Andreas de Bergamo
Andreas de Bergamo fue un historiador italiano de finales del siglo noveno. Escribió una continuación de la Historia Langobardorum de Pablo el Diácono en 877. La corta continuación, a veces llamada Andreæ presbyteri Bergomatis chronicon, continúa la historia de Pablo hasta finales de la década del 870. Es una fuente primaria importante para la Italia, y especialmente la Lombardia, de su tiempo y es la mejor fuente en lo que concierne a la disputa de sucesión que siguió la muerte del Emperador germánico Luis II.
Andreas se veía así como lombardo y como franco, por lo tanto cuenta la historia de los carolingios de manera natural en su "historia Langobardorum". Andreas veía al Imperio carolingio como una unidad.[cita requerida]

## Trabajos
- Chronicon Archivado el 26 de septiembre de 2007 en Wayback Machine. En el Institut für Mittelalter Forschung.